# Delphyre nilammon
Delphyre nilammon är en fjärilsart som beskrevs av William Schaus 1924. Delphyre nilammon ingår i släktet Delphyre och familjen björnspinnare. Inga underarter finns listade i Catalogue of Life.